# Pîlîpovîci, Novohrad-Volînskîi
Pîlîpovîci (în ucraineană Пилиповичі) este localitatea de reședință a comunei Pîlîpovîci din raionul Novohrad-Volînskîi, regiunea Jîtomîr, Ucraina.

## Demografie
Componența lingvistică a localității Pîlîpovîci
     Ucraineană (98,95%)
     Alte limbi (0,97%)
Conform recensământului din 2001, majoritatea populației localității Pîlîpovîci era vorbitoare de ucraineană (98,95%), existând în minoritate și vorbitori de alte limbi.